# Christian Schmidt (Fußballspieler, 1971)
Christian Schmidt (* 31. Juli 1971 in Bergisch Gladbach) ist ein ehemaliger deutscher Fußballtorwart.

## Karriere
Nach der Jugendzeit bei den Vereinen Sportfreunde Hörn, Polizei SV Aachen und Alemannia Aachen spielte er bis 1995 im Amateurbereich bei Westwacht Aachen und Borussia Brand. Zur Saison 1995/96 wechselte er in die Regionalliga West/Südwest zurück zu Alemannia Aachen.
Dort war er zunächst zwei Spielzeiten Ersatztorhüter (1995/96 hinter Karsten Härtel, 1996/97 hinter Karl-Heinz Kieren). Nachdem Kieren zu LR Ahlen gewechselt war, wurde Schmidt Stammtorwart. Eine herausragende Leistung bot Schmidt im Pokalspiel gegen den 1. FC Nürnberg am 15. August 1997, als er im Elfmeterschießen mit zwei parierten Schüssen den Sieg gegen den Erstligisten sicherte. Ab dem 21. Spieltag 1997/98 war André Lenz als Torwart gesetzt. Im ersten Regionalliga-Spiel der Saison 1998/99 stand ebenfalls Lenz im Tor. Nach 24 Minuten wurde er des Feldes verwiesen. Schmidt blieb danach, auch nach Ablauf Lenz’ Sperre, im Tor, bis er sich im Oktober 1998 im Training einen Meniskusanriss zuzog. Dadurch rückte Christian Schmidt wieder ins zweite Glied. Die Spielzeit 1998/99 endete mit dem Aufstieg der Alemannia in die 2. Bundesliga. Aufstiegstrainer Werner Fuchs verstarb am 11. Mai 1999, drei Spieltage vor Saisonende. Sein Werk vollendete André Winkhold.
Nach dem Aufstieg war Schmidt weiterhin nur Ersatzkeeper. Nachdem sich Lenz im Mai 2000 Finger brach, kam Schmidt immerhin noch zu fünf Spielen in der Saison 1999/2000, die mit dem achten Platz endete. 2000/01 wurde er einmal eingesetzt. Nach dem Wechsel von André Lenz zum FC Energie Cottbus verpflichtete Aachen 2001 Stephan Straub, wie Schmidt 1971 geboren. Während der Saisonvorbereitung wurde Schmidt zum Stammtorwart auserkoren und blieb es bis zum 15. Spieltag. Nach einer Prellung und Bänderdehnung, die sich Schmidt beim Aufwärmen vor dem Spiel gegen Unterhaching (16. Spieltag) zugezogen hatte, hütete Straub die letzten drei Spieltage bis zur Winterpause das Tor. Im Winter-Trainingslager in Spanien verletzte sich Schmidt erneut, was die wieder offene Torwartfrage entschied. Straub spielte eine gute Rückrunde, Schmidts Profi-Vertrag wurde zum Saisonende nicht verlängert. Aufgrund eines Medizinstudiums entschloss er, nicht in eine andere Stadt zu wechseln. 2002/03 spielte er für die Amateure der Alemannia und wurde Torwarttrainer bei den Profis. Einige Male half er außerdem als Ersatztorwart in der zweiten Liga aus. Später wurde er zusätzlich Mannschaftsarzt. Im Winter 2010/2011 wurde sein Vertrag aufgelöst.

### Statistik
| Liga          | Spiele (Tore) |
| ------------- | ------------- |
| 2. Bundesliga | 21 (0)        |
| Regionalliga  | 35 (0)        |
| Wettbewerb    |               |
| DFB-Pokal     | 05 (0)        |